# (10578) 1995 LH
(10578) 1995 LH est un astéroïde de la ceinture principale aréocroiseur découvert en 1995.

## Description
(10578) 1995 LH a été découvert le 5 juin 1995 à l'observatoire de Siding Spring, situé près de Coonabarabran, en Nouvelle-Galles du Sud, en Australie, par Gordon J. Garradd.

### Caractéristiques orbitales
L'orbite de cet astéroïde est caractérisée par un demi-grand axe de 2,69 ua, un périhélie de 1,59 ua, une excentricité de 0,41 et une inclinaison de 11,43° par rapport à l'écliptique. Du fait de ces caractéristiques, à savoir un demi-grand axe inférieur à 3,2 ua et un périhélie compris entre 1,3 et 1,666 ua, il croise l'orbite de Mars et est classé, selon la JPL Small-Body Database, comme astéroïde aréocroiseur (aréo venant de Arès).

### Caractéristiques physiques
(10578) 1995 LH a une magnitude absolue (H) de 14,3 et un albédo estimé à 0,948.